# Rhexipanchax
Rhexipanchax es un género de peces actinopeterigios de agua dulce, distribuidos por ríos del norte de África, en pequeños cursos de agua de su vertiente atlántica.

## Especies
Existen  especies reconocidas en este género:
- Rhexipanchax kabae (Daget, 1962)
- Rhexipanchax lamberti (Daget, 1962)
- Rhexipanchax nimbaensis (Daget, 1948)
- Rhexipanchax schioetzi (Scheel, 1968)